# Gillespie (Illinois)
Gillespie – miasto w Stanach Zjednoczonych, w stanie Illinois, w hrabstwie Macoupin.